# NGC 366
NGC 366 ist ein offener Sternhaufen im Sternbild Kassiopeia, der etwa 5800 Lichtjahre von der Erde entfernt ist.
NGC 366 wurde am 27. Oktober 1829 von dem britischen Astronomen John Frederick William Herschel entdeckt.